# Asmir Avdukić
Asmir Avdukić (Breza, 13 mei 1981) is een Bosnisch voormalig voetballer die speelde als doelman. Tussen 2001 en 2021 was hij actief voor Čelik Zenica, Kamen Ingrad, Travnik, Sloboda Tuzla, Radnik Bijeljina, Rudar Prijedor, Borac Banja Luka, Persepolis, opnieuw Radnik Bijeljina, opnieuw Borac Banja Luka en Željezničar. Avdukić maakte in 2004 zijn debuut in het Bosnisch voetbalelftal en kwam uiteindelijk tot drie interlands.

## Clubcarrière
Avdukić speelde in de jeugdopleiding van Čelik Zenica. Bij die club brak hij dan ook door en hij speelde er meer dan honderd duels. Vervolgens zwierf de doelman langs Kamen Ingrad, Travnik, Sloboda Tuzla, Radnik Bijeljina en Rudar Prijedor, voordat hij in 2010 bij Borac Banja Luka terechtkwam. Hij speelde erg lang in de basis bij die club, maar in 2012 werd hij even verhuurd aan het Iraakse Persepolis. Voor die club keepte hij geen competitiewedstrijden, maar hij was wel actief in zeven duels in de AFC Champions League. In 2015 verkaste Avdukić naar zijn oude club Radnik Bijeljina, maar een jaar later keerde de doelman weer terug naar Borac Banja Luka. In januari 2018 verliet Avdukić de club. Željezničar gaf de doelman hierop een verbintenis. In de zomer van 2021 besloot Avdukić op veertigjarige leeftijd een punt te zetten achter zijn actieve loopbaan.

## Interlandcarrière
Avdukić maakte zijn debuut in het Bosnisch voetbalelftal op 28 april 2004, toen er met 1–0 gewonnen werd van Finland. De doelman mocht in de tweede helft invallen.
| Interlands van Asmir Avdukić voor Bosnië en Herzegovina | Interlands van Asmir Avdukić voor Bosnië en Herzegovina | Interlands van Asmir Avdukić voor Bosnië en Herzegovina | Interlands van Asmir Avdukić voor Bosnië en Herzegovina | Interlands van Asmir Avdukić voor Bosnië en Herzegovina | Interlands van Asmir Avdukić voor Bosnië en Herzegovina | Interlands van Asmir Avdukić voor Bosnië en Herzegovina |
| №                                                       | Datum                                                   | Wedstrijd                                               | Uitslag                                                 | Competitie                                              | Goals                                                   |                                                         |
| Als speler bij Čelik Zenica                             | Als speler bij Čelik Zenica                             | Als speler bij Čelik Zenica                             | Als speler bij Čelik Zenica                             | Als speler bij Čelik Zenica                             | Als speler bij Čelik Zenica                             | Als speler bij Čelik Zenica                             |
| ------------------------------------------------------- | ------------------------------------------------------- | ------------------------------------------------------- | ------------------------------------------------------- | ------------------------------------------------------- | ------------------------------------------------------- | ------------------------------------------------------- |
| 1                                                       | 28 april 2004                                           | Bosnië en Herzegovina – Finland                         | 1 – 0                                                   | Vriendschappelijk                                       |                                                         |                                                         |
| Als speler bij Borac Banja Luka                         |                                                         |                                                         |                                                         |                                                         |                                                         |                                                         |
| 2                                                       | 10 december 2010                                        | Bosnië en Herzegovina – Polen                           | 2 – 2                                                   | Vriendschappelijk                                       |                                                         |                                                         |
| 3                                                       | 6 februari 2013                                         | Slovenië – Bosnië en Herzegovina                        | 0 – 3                                                   | Vriendschappelijk                                       |                                                         |                                                         |